# Ньяндаруа (округ)
Ньяндаруа (англ. Nyandarua County, суахили Kaunti ya Nyandarua) — административный округ в бывшей кенийской Центральной провинции. Его столица и крупнейший город — Ол-Калу. Раньше столицей округа был город Ньяхуруру, который на данный момент является частью округа Лаикипия. Население округа в 2009 году составляло 596 268 человек, в 2019 году население увеличилось до 638 289 человек. Площадь округа составляет 3304 км². Округ расположен на северо-западе бывшей Центральной провинции.

## Достопримечательности
В округе есть знаменитый хребет Абердэр.